# StartUp (série télévisée américaine)
Pour les articles homonymes, voir Startup (homonymie).
StartUp est une série télévisée américaine en trente épisodes d'environ 42 minutes créée par Ben Ketai, diffusée entre le 6 septembre 2016 et le 1er novembre 2018 sur Crackle.
En France, elle est disponible depuis le 14 décembre 2016 sur Amazon Video et sur Netflix depuis le 1er juin 2021. Elle est aussi disponible au Québec sur Amazon Video.

## Synopsis
La série se déroule avec trois personnes qui viennent de mondes complètement différents. Un banquier désespéré, un chef de gang haïtien et une hackeuse cubaine se trouvent forcés de travailler ensemble afin de créer leur version du rêve américain : le crime organisé 2.0.

## Fiche technique
- Titre original : StartUp
- Création : Ben Ketai
- Réalisation : Martin Freeman, Adam Brody, Edi Gathegi, Ashley Hinshaw

## Distribution
- Martin Freeman (VF : Julien Sibre) : Phil Rask, agent (corrompu) du FBI
- Adam Brody (VF : Donald Reignoux) : Nick Talman, banquier, co-créateur de GenCoin et Araknet
- Otmara Marrero (VF : Alice Taurand) : Izzy Morales, hackeuse, créatrice de GenCoin et d'Araknet
- Edi Gathegi (VF : Jean-Baptiste Anoumon) : Ronald Dacey, un Haïtien membre de gang, dealer, co-créateur d'Araknet
- Jocelin Donahue (VF : Youna Noiret) : Maddie Pierce, agent du FBI, partenaire de Rask (saison 1, 3 épisodes)
- Ashley Hinshaw : Taylor, petite amie de Nick Talman (saison 1 uniquement)
- Ron Perlman (VF : Emmanuel Jacomy) : Wes Chandler (saison 2)
- Addison Timlin (VF : Fily Keita) : Mara Chandler, fille de Wes Chandler (saison 2)
- Mira Sorvino (VF : Danièle Douet) : Rebecca Stroud : un agent de la NSA venu enquêter sur ArakNet (saison 3)
- Aaron Yoo : Alex Bell
- Vera Cherny : Vera
- Kelvin Harrison Jr. : Touie Dacey, le fils de Ronald
- Tony Plana : Monsieur Morales, le père d'Izzy
- Jenny Gago : Marta Morales (saison 1–2), la maman d'Izzy
- Karissa Montaner : Karina
- Ektor Rivera (VF : Vincent Bonnasseau) : Eddie (4 épisodes)
- Wayne Knight : Benny Blush (saison 1, 3 épisodes)
- Robin Thomas (VF : Serge Faliu) : Leonard (saison 1, 3 épisodes)
- Dat Phan : Daewon (saison 1, 3 épisodes)
- Reina Hardesty : Stella Namura
- Tyler Labine : Martin Saginaw (saison 3)
- Zachary Knighton : Tucker Saginaw (saison 3)
- Allison Dunbar : Kelly (saison 3)

- Version française
  - Société de doublage : Dubbing Brothers
  - Direction artistique : Edgar Givry
  - Adaptation des dialogues :

 Source et légende : version française (VF) sur RS Doublage

## Liste des épisodes

### Première saison (2016)
1. Startup (Seed Money)
2. Rez-de-chaussée (Ground Floor)
3. Preuve du concept (Proof of Concept)
4. Investisseur providentiel (Angel Investor)
5. L'Achat (Buyout)
6. Entrepreneuriat (Bootstrapped)
7. Évaluation (Valuation)
8. Pro Rata (Pro Rata)
9. Reprise hostile (Hostile Takeover)
10. Recapitalisation (Recapitalization)

### Deuxième saison (2017)
1. Perturbation (Disruption)
2. Dernier cri (Bleeding Edge)
3. Pionniers (Early Adopters)
4. Pertes (Loss)
5. Pivot (Pivot)
6. Responsabilités (Liabilities)
7. Growth Hacking (Growth Hacking)
8. Coût d'opportunité (Opportunity Cost)
9. Influence (Leverage)
10. Unique propriétaire (Soul Proprietor)

### Troisième saison (2018)
1. Renouveau (Rebranding)
2. Partage de tâches (Sweat Equity)
3. Guérilla (Guerilla)
4. Obsolescence (Depreciation)
5. Diversification (Diversification)
6. Authentification (Authentication)
7. Responsabilité limitée (Limited Liability)
8. Pertes et profits (Profit and Loss)
9. Dépenses douteuses (Questionable Costs)
10. Échanges et compromis (Trading Up)